# Daisy Fellowes

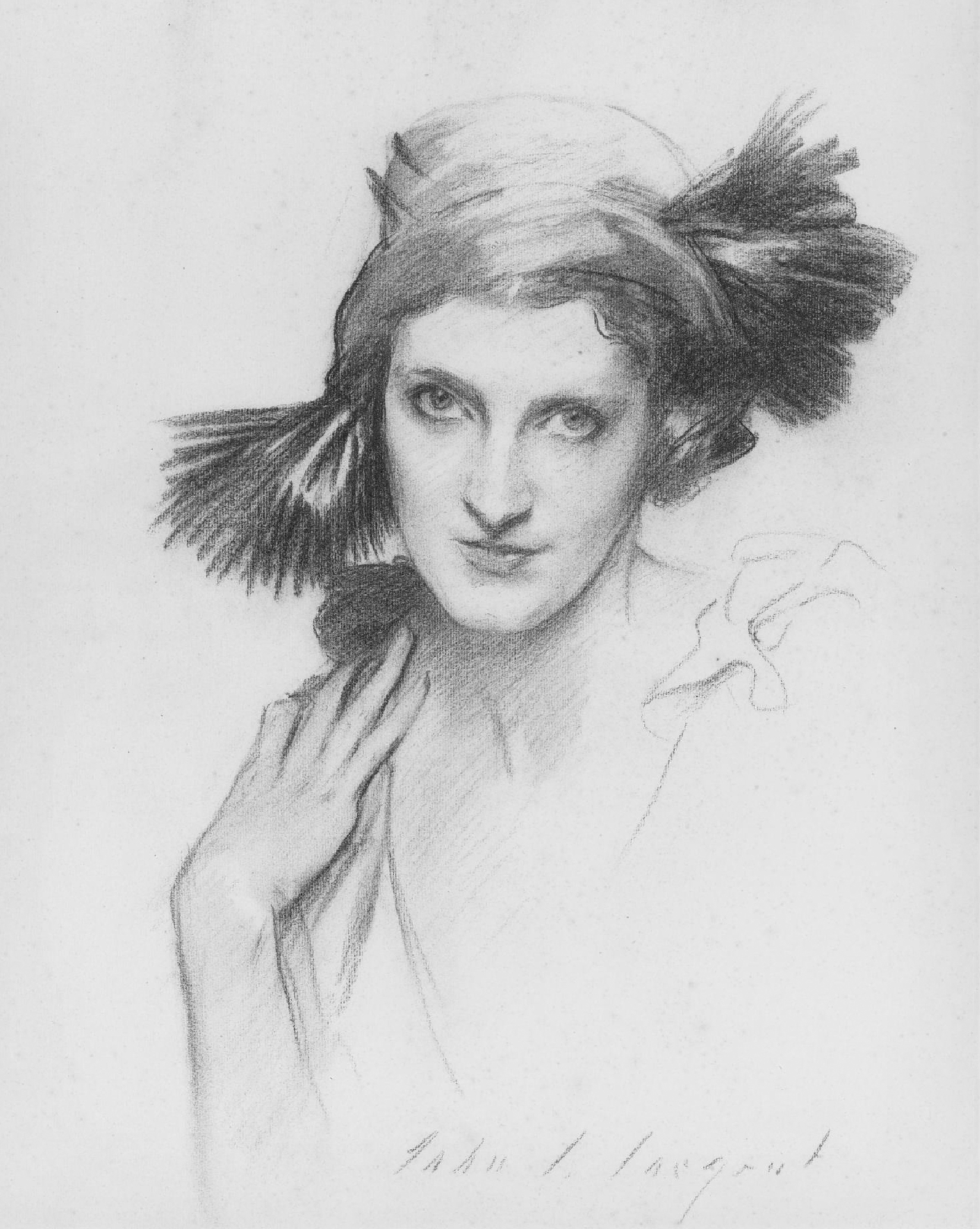
Mrs Reginald (Daisy) Fellowes (John Singer Sargent)

Marguerite Séverine Philippine Decazes de Glücksbierg (* 29. April 1890; † 13. Dezember 1962), besser bekannt als Daisy Fellowes, war eine Gesellschaftsberühmtheit des 20. Jahrhunderts, Romanautorin und Dichterin, Mode-Ikone, erste Chefredakteurin des Modemagazins Harper’s Bazaar und eine der Erbinnen des Singer-Vermögens.
Sie hatte zwei Brüder, ihre Eltern waren Isabelle-Blanche Singer (1869–1896) und Jean Élie Octave Louis Sévère Amanieu Decazes (1864–1912), der dritte Duc Decazes et Glücksberg. Ihr Großvater mütterlicherseits war Isaac Merritt Singer, der sein Vermögen mit Nähmaschinen begründete. Erzogen wurden die Halbwaisen nach dem Selbstmord der Mutter durch deren Schwester Winnaretta Singer, Princesse Edmond de Polignac, eine berühmte Kunstmäzenin.
Fellowes erster Ehemann, den sie am 10. Mai 1910 heiratete, war Prinz Jean Amédée Marie Anatole de Broglie. Ihr Mann erlag 1918 der damals weltweit grassierenden Spanischen Grippe, während er in der französischen Armee in Algerien diente. Der Gesellschaftsklatsch behauptete jedoch, er sei durch Suizid gestorben, da seine Bisexualität öffentlich bekannt wurde.
Aus der Ehe gingen drei Töchter hervor: Emmeline Isabelle Edmée Séverine de Broglie (1911–1986, verheiratete Gräfin de Castéja), Isabelle de Broglie (1912–1960, Romanautorin, zeitweise mit dem Marquis de La Moussaye verheiratet), und Jacqueline de Broglie (1918–1965, zeitweise mit Alfred Kraus verheiratet). Von ihren eigenen Töchtern behauptete die notorisch sarkastische Daisy Fellowes: „Die Älteste ist wie ihr Vater, lediglich sehr viel männlicher,  die zweite ist wie ich, nur ohne Courage. Die dritte ist von einem grässlichen kleinen Kerl namens Lischmann.“ Eine ihrer Affairen hatte sie mit dem englischen Diplomaten Duff Cooper.
Fellowes zweiter Mann, den sie am 9. August 1919 heiratete, war der Bankier Reginald Ailwyn Fellowes (1884–1953), ein Cousin von Winston Churchill und Enkel des siebten Duke of Marlborough.  Ihre gemeinsame Tochter war Rosamond Fellowes (1921–1998).
Fellowes schrieb mehrere Romane und Novellen; ihr bekanntestes Werk ist Les dimanches de la Comtesse de Narbonne (1931).
Daisy Fellowes galt als eine der modisch mutigsten Frauen des 20. Jahrhunderts; sie war eine wichtige Mäzenin der surrealistischen Modeschöpferin Elsa Schiaparelli. Sie war auch eine treue Kundin und Freundin der Juwelierin Suzanne Belperron. Ebenso protegierte sie die Juweliere Cartier, Van Cleef & Arpels und Boivin.